# فرانك كوين (لاعب كرة قاعدة)
فرانك كوين (بالإنجليزية: Frank Quinn) هو لاعب كرة قاعدة أمريكي، ولد في 27 نوفمبر 1927 في سبرينغفيلد في الولايات المتحدة، وتوفي في 11 يناير 1993 في بوينتون في الولايات المتحدة.